# 尾張三山
尾張三山（おわりさんざん）とは、愛知県北部（尾張地方北部）に位置する3つの山（尾張富士、本宮山、白山）の総称である。いずれの山にも頂上付近に神社があり、信仰の対象ともなっている。尾張富士が本宮山と山の高さを競い合ったことに由来して
「石上げ祭」が、毎年8月の第1日曜日に開催されている。
| 画像 | 名称     | 標高 （m） | 三角点 等級 | 備考                |
| ---- | -------- | ---------- | ----------- | ------------------- |
|      | 尾張富士 | 275.04     | 四等        | 大宮浅間神社 入鹿池 |
|      | 本宮山   | 292.84     | 一等        | 大縣神社            |
|      | 白山     | 237        |             | 白山社 ふれあいの森 |